# Кирил Илиевски
Кирил Илиевски е български цигулар, композитор, педагог и общественик.

## Биография
Роден е на 27 май 1955 г. в София, в семейство на музиканти. През 1982 г. завършва Българската държавна консерватория, специалност цигулка, в класа на М. Чиликов и доц. Боян Данаилов. Същевременно учи композиция при проф. Парашкев Хаджиев.
Работи като оркестрант в Симфоничния оркестър на Българската държавна консерватория. Музикален редактор в Българско национално радио и композитор към редакция „Радиотеатър“ (1989 – 1993). Директор е на Българския културен институт в Братислава, Словакия (1995 – 2000). От 2000 г. е завеждащ сектор „Културни програми и събития“ към Столична община.

## Творчество

### Музикално-сценични произведения

#### Балети
- „Планетариум“ (1987 г.);
- „Алиса в страната на чудесата“ (в съавторство с Петър Радевски, 1997 г.);
- „Славеят и розата“ (2001 г.).

#### Хорово-оркестрови произведения
- Оратория „София“ за четец, бас, мъжки хор и симфоничен оркестър;
- Кантата „Пътят“ (1985 г.).

Произведения за симфоничен оркестър
Симфонии
- „Камерна“ (1986 г.);
- Симфония №2 (1998 г.).

#### Нюанси
- Adagio;
- Симфонична поема (1999 г.);
- „Български танц“ (в памет на М. Равел) (2001 г.);
- „Балетна фантазия“ (2003 г.).

### Произведения за струнен оркестър
- Симфония №3 за голям струнен оркестър (2002 г.).

### Kонцерти
- Концерт за цигулка и струнен оркестър;
- Концерт за обой и струнен оркестър;
- Концерт за кларинет и струнен оркестър;
- Концерт за тромпет и струнен оркестър.
- Интродукция и Менует (2015 г.)

Камерна музика
- Септет за 2 цигулки, виола, виолончело, валдхорна, обой и фагот (2002 г.);
- Брасквинтет (1991 г.).

Струнни квартети
- Квартет №1, №2, №3.

Сюита за кларинетен квартет (1996 г.).
Сонати-фантазии:
- Соната №1 за кларинет, ударни, пиано и струнен квартет;
- Соната №2 за цигулка, виола, фагот и контрабас (1992 г.).

- Трио за флейта, обой и фагот (1984 г.);
- Сюита за флейта и виола (1974 г.).

### Музика към филми
Автор е на музика към над 50 радиотеатрални постановки, 5 театрални спектакъла и музикално-поетични рецитали.
- „Корави старчета“
- „Леден сън“
- „Комитски времена“
- новелите „А сега към морето“
- „Да спортуваме всички“
- „Капитански истории“ (четирисериен телевизионен филм);

## Награди
Като цигулар е носител на Трета награда от конкурс за цигулари в Мидълзбро, Англия.
Творчеството му е отличено с Наградата на Министерство на културата на Словакия за цялостна дейност във връзка с годината на Словашката музика (1997 г.) и др.